# União Imperial
Grêmio Recreativo Cultural Escola de Samba União Imperial é uma escola de samba tradicional que desfila anualmente no carnaval de Santos, litoral sul de São Paulo. A escola é conhecida na cidade por ter 11 títulos conquistados no Grupo Especial. Teve seu auge nos anos de 1980 quando ganhou 5 títulos consecutivos chegando a desfilar com mais de 3 Mil componentes.

## História

### Primórdios
O Bloco Carnavalesco Dengosas do Marapé já não desfilava há onze anos. E os dias de glória dos foliões do G.R.E.S. Acadêmicos da Ponte Vermelha e do B.C. Embaixada de Santa Thereza também já eram parte do passado. Com isso, uma das alternativas mais comuns para a geração de sambistas que surgia por ali – muitos deles, filhos dos integrantes destes antigos blocos – era encontrar o som de surdos e tamborins em outras partes da cidade. Este grupo não só fortalecia escolas de samba como a Brasil e a Império do Samba, como ainda chamava a atenção da cena musical da cidade, que já havia notado a "vocação" do bairro em revelar talentos.[carece de fontes?]

O Bloco Carnavalesco Diabos da Vila Mathias também sabia disso. E por meio de seu Diretor Magú e de Marco José de Souza, resolveu convidar alguns marapeanos para suas fileiras. Entre eles, Haroldo Medeiros, José Eduardo Bento, Jorge Jeremias de Campos (Simonal), Wanderley de Oliveira e Wilson de Oliveira, que contribuíram naquele ano para uma bela apresentação do bloco de cor vermelha no Desfile de "Dona Dorotéia, Vamos Furar Aquela Onda?", realizado pelo C.R. Saldanha da Gama na Ponta da Praia em Santos . A ótima repercussão do desfile despertou na comunidade do Marapé um sonho antigo: ver nascer em seus domínios um novo autêntico reduto do samba, capaz de trazer seus "filhos" de volta. Assim, na tarde de 12 de março de 1976, reunidas no número 20 da Rua São Paulo, 27 pessoas decidiram tornar este sonho uma realidade.[carece de fontes?]

A "união" entre as comunidades do Marapé e da Vila Mathias – lembrada por Simonal – e a ligação "imperial" dos presentes com a Império do Samba – sugerida por Marco José – batizava naquele momento a mais nova agremiação de Santos: o Grêmio Recreativo Escola de Samba União Imperial. As cores oficiais seriam o verde, o rosa – em homenagem à Estação Primeira de Mangueira, que possuía a simpatia da maioria dos que lá estavam – e o dourado. Seu símbolo, uma águia. E Haroldo Medeiros, que havia cedido a casa para aquele encontro, tornou-se o primeiro presidente.[carece de fontes?]

Além de Medeiros, José Bento, Simonal, Wanderley, Wilson e Marcos José, também assinaram seu nome na história, como fundadores: Alcino Simões, Alcione Gonçalves Fernandes, Antônio Duarte de Almeida, Aparecida Conceição Miranda, Carlos Alberto Quintal, Célio Silva, Diomar Luísa Campos, Francisco Carlos dos Santos, Gilberto Barroso, José Alves dos Santos, José Carlos Leite Medeiros, José Fernandes Duarte, Josué Almeida de Melo, Manuel Barros de Almeida, Mauro Alonso, Maurino Matias, Odil Proost de Souza, Pedro César da Silva, Sérgio Antunes, Wilson Siroma e Valdir Alves Capela.[carece de fontes?]

### Primeiro Desfile
Em 25 setembro de 1976, o primeiro fato marcante: uma comitiva formada por baluartes da Mangueira desembarcava no Salão Nobre da Associação Atlética Portuguesa, em Santos, para batizar sua mais nova afilhada. Delegado, Dona Zica e Bira da Mangueira foram saudados com o primeiro dos muitos sambas que ecoariam pelo Marapé, de autoria de Marco José de Souza:[carece de fontes?]
“Parabéns a você, parabéns, ôô

Parabéns a você, a Mangueira chegou...

Abram alas minha gente, quem faltava chegou

É a rainha do samba, é a Mangueira sim senhor...

Verde e rosa é tradição, verde e rosa é Mangueira

Verde e rosa é união e União não é brincadeira...”

Após esta noite memorável, a União Imperial começou a se preparar para o seu maior desafio até então: o desfile de estreia, em 1977. O primeiro ensaio de que se tem notícia aconteceu na esquina das ruas Carvalho de Mendonça e Alberto da Veiga. Depois, seguiu-se uma proposta das primeiras reuniões, com os ensaios acontecendo alternadamente no Marapé e Vila Mathias. Apesar de integrar as comunidades, a medida durou pouco. Dificuldades técnicas e administrativas fizeram com que a agremiação ficasse definitivamente em solo marapeano. A decisão afastou alguns, mas, por outro lado, aproximou ainda mais nomes que se tornariam, ao longo dos anos, fundamentais para a escola. Caso de Elizabeth Chagas Bento, a “Tia Iza”, que “cedeu” o terreno em frente a sua casa, na esquina das ruas Heitor Penteado e Benedito Ernesto Guimarães, para que a União continuasse ensaiando. A hospitalidade foi tanta – nas noites de chuva, a bateria se abrigava sob o teto da garagem –, que Tia Iza se tornou madrinha da verde e rosa.[carece de fontes?]

### Divisão da Escola
As poucos, as peças se encaixavam: a batuta de Simonal dirigia os ritmistas da bateria; Chocolate tornou-se mestre-sala, formando par com a porta-bandeira Verinha - a primeira convidada para conduzir o pavilhão, Ritinha de Miçangas, não chegou a se apresentar oficialmente. E Marco José de Souza compôs “Nas Páginas Antigas”, o primeiro samba-enredo oficial.[carece de fontes?]

Ao pisar pela primeira vez na avenida, a escola também já contava em suas alas com um trio de amigos nascido e criado no Marapé: Heldir Lopes Penha, o “Aldinho”; Daniel Ferreira Barbosa Júnior, o “Zinho”; e Ricardo Peres. Era o início de trajetórias também importantes: o primeiro se tornou o presidente que ficou mais tempo à frente da escola; e os outros dois, depois de passarem pela bateria e harmonia, se destacaram como compositores de sambas-enredo e intérpretes oficiais da verde e rosa. O desfecho da estreia foi surpreendente: a escola de samba do Marapé conquistou o vice-campeonato do Grupo Dois. Na época, a colocação não fazia com que a escola subisse para o grupo principal, mas, isto talvez não fosse tão relevante naquele momento. O mais importante para todas aquelas pessoas foi chegar à dispersão com a certeza de ter cumprido a primeira etapa.[carece de fontes?]

### Grupo de Acesso
Desde a fundação, a bateria era a principal fonte de recursos financeiros para a escola. Concorridas apresentações no IT Clube, na Av. Bernardino de Campos e diversos shows em outros locais contribuíram para reforçar o caixa. Não por acaso, das fileiras de ritmistas despontaram diversos nomes que se destacariam também em outros setores da verde e rosa. Nos dois carnavais seguintes – em 1978, com o 3º. Lugar de "Ontem, Hoje e Sempre" e 1979, com o vice-campeonato de "Sonho da Goméia", a escola ainda teve que adiar seus planos. A atuação dedicada de diretores, componentes e benfeitores sinalizava, porém, que a promoção ao Grupo 1 seria apenas questão de tempo. Deste período, merecem lembrança também a inauguração da barraca de praia da União Imperial, localizada em frente ao Edifício Universo Palace, no bairro do José Menino, que rapidamente se transformou em outro ponto de encontro; e o "batismo" da Ala de Compositores, que teve como madrinha a G.R.E.S. Beija-Flor de Nilópolis, do Rio de Janeiro.[carece de fontes?]

O ano de 1980 registra um acontecimento fundamental para a vida da União: a doação do primeiro terreno para construção da Quadra, na Rua São Judas Tadeu. A conquista, um comodato de 100 anos junto à Prefeitura Municipal, envolveu o então presidente Ronald Peres, o prefeito Paulo Gomes Barbosa e os vereadores Eduardo Castilho Salvador, Athiê Jorge Cury e José Gonçalves – então presidente de honra da agremiação. Além deles, muitas pessoas contribuíram na transformação daquele terreno baldio numa verdadeira sede: o patrono Jorge Rodrigues do Vale; os irmãos Canuto; Mauro, Mário e Mariovaldo Alonso; Pedro Pacheco, Labruna e Fubá, entre outros.[carece de fontes?]

"O Calendário" parecia trabalhar a favor da escola, literalmente. Após ensaiar provisoriamente durante meses em frente à Sociedade de Moradores do Marapé - a chamada "Sedinha" -, a escola despontou na avenida contando a história das datas comemorativas,– o primeiro samba-enredo escolhido em Concurso. Ao final da apuração, era a própria União Imperial quem ganhava uma data a mais para festejar: campeã, foi promovida ao Grupo Principal. De onde nunca mais saiu.[carece de fontes?]

Em 1981, a quadra – batizada com o nome de Elizabeth Chagas Bento, "Tia Iza", num reconhecimento à dedicação de sua madrinha - começou a ser utilizada. A União estreou no grupo de elite trazendo "Chuvas de Prata" e obteve o 4º. Lugar. Depois, dois quintos lugares: em 1982, com "Brasil Folclore, Lendas e Mitos" e, em 1983, defendendo o enredo "1900 e Antigamente". Neste período, durante a administração de Mauro Alonso, a infraestrutura da quadra ficou praticamente pronta. E apta a receber apresentações de sambistas de renome nacional. Coube à Clementina de Jesus a honra de inaugurar o palco da verde e rosa, em 1983. Posteriormente, vieram Elza Soares, Originais do Samba, Exportasamba e Germano Mathias, entre outros.[carece de fontes?]

Propositadamente, a União ensaiava em dias da semana que não coincidiam com nenhuma das escolas mais antigas. E depois de uma sugestão de Rui de Rosis, a escola adotou a cobrança de ingressos nos ensaios - iniciativa que se reverteria numa preciosa fonte de renda, em pouco tempo. Além disso, as boas relações de diretores e componentes trouxeram colaboradores como Mesquita, Mario Assef, Bechir, Lino Alonso, Mesquitinha, Sérgio Formiga, Irani Silva e alguns jornalistas da Baixada Santista, onde se destacam Eduardo Silva, Cristina Guedes, Miriam Bernardes e Paulo Schiff. A repercussão dos ensaios passou a motivar a presença de moradores de outros bairros como Gonzaga, Boqueirão e Ponta da Praia. Por fim, uma ousada parceria garantiu o aporte financeiro que faltava para a cobertura e ampliação do local. Nilson Constantino, o  "Charré" – que assumiria a presidência no ano seguinte – trouxe a Coca-Cola para explorar a comercialização de bebidas na quadra. Em dois anos, a União Imperial seria a maior revendedora de cerveja Kaiser do Brasil.[carece de fontes?]

### Crescimento
Mais estruturada, motivo de orgulho para a comunidade e com o número de simpatizantes aumentando cada vez mais, a escola entrou confiante na avenida em 1984, com o enredo “Vira, Gira, Vem Girando” e correspondeu às expectativas. Num desempate garantido pelas notas do quesito bateria, a escola obteve o vice-campeonato do 1º Grupo, colocando-se pela primeira vez à frente de adversárias tradicionais. Os ensaios para o desfile de 1985 consolidaram uma revolução participativa no carnaval de Santos. Graças à verde e rosa, escolas de samba se transformaram num hábito não mais restrito às comunidades próximas – e sim, numa realidade no convívio sociocultural de toda a Baixada Santista.[carece de fontes?]

Encontrar personalidades influentes de diversos segmentos nos ensaios era uma cena comum na época. O conceito do "bom, bonito e barato" havia emplacado. Faltava buscar o título. Com sede de vitória, a União Imperial adentrou a avenida defendendo seu enredo sobre astrologia e magia – "Amanheceu, Hoje É Ontem". Com um conjunto refinado, irreverente e contagiante – características que se tornaram marcantes a partir dali – conquistou o público e obteve o reconhecimento dos jurados. A espera chegava ao fim: a escola de samba do Marapé, com apenas nove anos de vida, era a campeã do Grupo 1. Ainda que a disputa para o ano seguinte já desse sinais de acirramento, a União aproveitou o bom momento para valorizar seu patrimônio: comprou o terreno vizinho e ampliou sua Quadra. O efeito foi imediato: seus "sambões" ferviam" como nunca aos sábados. E quase 4 mil pessoas prestigiaram a final da disputa de samba para "Assim Dizia o Poeta", vencida por Ricardo Peres, com um samba que se tonaria antológico na vida da escola, o tão conhecido. "Hoje vou entrar nessa avenida, de verde e rosa ninguém vai me segurar...", adornando um enredo que enumerava os motivos que levavam o homem a escrever poesias.[carece de fontes?]

A diretoria teve trabalho desmembrando setores para abrigar os novos componentes. Uma das alas, comandada por Paulo Schiff e administrada por Irani Silva e Miriam Bernardes, chegou a ser dividida em seis setores, para acomodar 1078 foliões. E o caixa, reforçado, trouxe originalidade e criatividade às alegorias e fantasias, cuja procura já era muito maior do que a oferta. Enfim, o que se viu na noite de 09 de fevereiro de 1986, no qual a escola desfilou com um total de 3.650 componentes, na opinião de muitos, foi o ápice de uma escola de samba na história do carnaval paulista. "Mais do que poesia, a União Imperial mostrou que chegou para marcar uma nova época no concurso oficial de escolas de samba", resumia o jornal Cidade de Santos de 11 de fevereiro de 1986. Resultado: bicampeã.[carece de fontes?]

### Mais Títulos
Novas regras - Na divulgação do regulamento de 1987, a Liga das Escolas de Samba de Santos instituiu a diminuição do tempo de desfile. E a União Imperial, pela grande quantidade de componentes, era uma das agremiações que mais teriam de se adequar às novas condições. Ao contar a história da cachaça em "As Águas Vão Rolar", não abriu mão de carros alegóricos imponentes nem de alas numerosas, mas os adaptou às novas exigências de harmonia e evolução. Sendo assim no fim das contas, o tricampeonato veio justamente graças a vantagem mínima de um ponto em relação à segunda colocada (198 a 197). A fórmula seria mantida nos dois anos seguintes, garantindo um contundente pentacampeonato.[carece de fontes?]
Não se trataram de "desfiles técnicos" porém. O termo - que ganhou força na década de 90 com apresentações "frias" para o público, mas sob medida para os juízes – não combinava com a verde e rosa do Marapé. Ainda mais em um enredo como o de 1988. "Viva o Rei", homenagem aos 39 anos do "mandato" de Waldemar Esteves da Cunha como Rei Momo de Santos. Mesmo começando sua apresentação no início da manhã por conta de atrasos da programação, a escola emocionou a todos reverenciando Sua Majestade. Várias das 28 alas curvaram-se diante do palanque da corte carnavalesca. A repercussão positiva foi tanta que os jornais da época anunciavam o tetra antes mesmo da apuração: "Foi a única escola que levantou, pela primeira vez, todo o público das arquibancadas", dizia A Tribuna. Dito e feito. E a conquista encerrou dois ciclos fundamentais na trajetória da agremiação.[carece de fontes?]

Depois de quatro títulos em quatro anos de mandato, Antônio de Souza Júnior, o querido "Seu Tonico", deixava a presidência. Com ele, também despedia-se Marco Aurélio Bezerra, o "Marcão" carnavalesco de todas as conquistas no Grupo 1 até então. A presidência, então, foi reassumida por Mauro Alonso; e Antônio Carlos Da Mata Barreto, que era auxiliar de barracão há seis anos, tornou-se o carnavalesco. "E a vida se leva dançando", enredo de 1989, era um tema bem propício àquele momento de transição, na escola e no país. O Plano Collor havia encarecido a matéria-prima para alegorias e fantasias, o que demandou um pouco mais de trabalho na composição dos oito carros, treze tripés e das vestes de 3,5 mil componentes.[carece de fontes?]
A escola foi para avenida disposta a evitar novas surpresas. E ao término de sua apresentação, protagonizou uma cena bem familiar: dia amanhecendo, público em êxtase e gritos de "É Campeã!" já na dispersão. E o resultado não poderia ser outro. Pentacampeã, antes de completar 15 anos de fundação. A sequência inesquecível foi um dos maiores feitos da história do Carnaval santista, que até hoje orgulha e emociona a comunidade verde e rosa. Um sentimento que se traduziria também em perseverança e dignidade, a partir do ano seguinte.[carece de fontes?]

### A década de 1990
Sátira aos brasileiros sempre dispostos a levar vantagem em tudo, "De Camelo a Camelô" era o enredo de 1990, novamente com uma proposta plenamente adequada à verde e rosa. O samba era bem popular e o tema, explorado de maneira bem-humorada, renovava a confiança de todos. Por conta de uma atraso absurdo e nunca visto na história dos Desfiles de Santos, porém, a União Imperial pisou na avenida ao meio-dia - embora a programação oficial previa inicialmente a entrada para às 4h da manhã. Sob um sol de 40º e umidade do ar baixíssima, a escola desfilou com muita garra, ainda que isso tenha custado uma série de desmaios em sua ala de baianas, intérpretes e ritmistas. Prejudicada por um atraso que não provocou, a escola acabou em terceiro lugar, adiando o sonho de mais um título.[carece de fontes?]
O estilo consagrado no pentacampeonato ainda seduzia o público. Prova disso é que as pesquisas de arquibancada seguiram apontando a escola como favorita ao título nos anos de 1991 e 1992. Mas os critérios de julgamento tornavam-se cada vez mais polêmicos, ao mesmo tempo que outras agremiações acirraram a disputa para quebrar a hegemonia obtida pela União na época. A taça passou perto do Marapé, mas "Às Suas Ordens Meu Amo" e "Brincadeira É Coisa Séria" renderam à escola o vice-campeonato e o terceiro lugar, respectivamente.[carece de fontes?]
A Verde e Rosa procurou se adaptar às novas condições e chegou a um consenso em 1993. Tributo aos compositores populares, "Aos Mestres Com Carinho" foi um enredo tratado de maneira bastante poética, da comissão de frente ao último carro. Em entrevista ao jornal "A Tribuna", Heldir Lopes Penha, o Aldinho, que havia voltado à presidência no ano anterior, resumia bem a nova proposta: "encontramos um meio-termo", dizia. Na passarela, a União trocou a preocupação excessiva pela alegria, conteve o gigantismo em nome da leveza e, como consequência, voltou a desfilar mais "com" do que "para" o público. E assim, chegou ao sexto título de sua história no Grupo Principal.[carece de fontes?]
Já em 1994, a escola voltou às manchetes como bicampeã. Num enredo celebrando o centenário do jornal A Tribuna, "Do Sonho à Realidade... 100 anos de Notícias", reviveu fatos marcantes da história de Santos e do Brasil dividida em 17 alas, doze carros alegóricos e cerca de 2,5 mil componentes. A escola voltou a encontrar a luz do dia, mas desta vez, a história foi bem diferente do drama vivido em 1990, com o sol a pino. A bateria da Verde e Rosa – que havia sofrido com os desmaios naquela ocasião – garantiu o par de notas dez que desempatou a apuração. A vice-campeã obteve a mesma pontuação – 197 pontos – mas recebeu um "9" no quesito decisivo.[carece de fontes?]
Antes do Desfile das Campeãs, circulou a notícia de que a verde e rosa havia cedido matéria-prima para a G.R.E.S. Brasil, que enfrentou dificuldades financeiras com a verba municipal. Apesar da solidariedade demonstrada em relação a uma coirmã de estreitos laços, o gesto demonstrava sinais da falta de atenção das autoridades para com o Carnaval, antecipando a crise que viria anos depois.[carece de fontes?]

### Fim dos Desfiles
O panorama da disputa na passarela não se alterou muito na segunda metade da década de 90. A União manteve e seguiu brigando pelos títulos na passarela. Fora dela, as polêmicas continuavam. Em 1995, novamente a escola saiu da passarela como favorita após trazer um original enredo sobre a história do papel - "Na Magia da Avenida, os Papéis Que Envolvem a Vida". Contudo, boatos sobre pontos perdidos antes mesmo da abertura dos envelopes quase comprometeram a apuração, principalmente após a confirmação dos resultados, que colocaram a Verde e Rosa em segundo lugar.[carece de fontes?]
Para se ter uma ideia do clima desta apuração, o jornal D.O. Urgente publicou: "Fora do Teatro Municipal havia uma verdadeira torcida organizada. De um lado do canal, se posicionava a turma da União, identificada através de camisetas. Do outro, os torcedores das demais escolas que, em coro e anonimamente vibravam enquanto a grande líder do Marapé era ultrapassada".[carece de fontes?]
No ano seguinte, mais confusão. O 4º. Lugar obtido com o tema "Quem Não Tem Roupa Nova, Passa o Ferro na Velha" ficou praticamente em segundo plano, depois de sete recursos impetrados durante a divulgação dos resultados. Um deles tirou cinco pontos da União, por conta de uma fantasia supostamente irregular. A diretoria levou a peça para que a mesa apuradora pudesse analisar o caso, mas de nada adiantou. Ao final de cinco horas de apuração, vários dirigentes de agremiações demonstraram seu descontentamento à Comissão de Carnaval.[carece de fontes?]
Tudo isso proporcionou uma nova reciclagem. O desgaste dos últimos anos era evidente e a escola resolveu voltar às origens em 1997, defendendo um enredo sobre as origens do Carnaval desde a Idade Média, passando pelas exuberantes festas em Veneza e Florença, até chegar ao Marapé. O título não poderia ser mais propício: "Meu Destino É Ser Feliz, Carnaval, Uma Paixão Nacional". A mobilização verde e rosa se concentrou apenas em realizar um grande desfile, alheio aos desagradáveis episódios anteriores. E bastou o refrão ecoar no sistema de som, por volta das 4h da manhã, para que a escola tivesse a certeza de que estava no caminho certo. A escola, "mordida", recebeu notas 10 em todos os quesitos, sagrando-se campeã pela nona vez – oito pelo grupo principal.[carece de fontes?]
Em 1998 a escola trouxe o tema "O Mundo Mágico do Circo", obtendo o vice-campeonato. E em 2000, narrando as origens africanas do Brasil, ficou em quarto lugar em "Mãe África". Em 1999 e durante o período de 2001 e 2005, por conta do descaso das autoridades, da falta de organização interna da liga e das próprias escolas, não houve concursos, lamentavelmente. Para descrever as dificuldades que uma escola de samba como a União Imperial teve diante de um período tão longo sem a sua principal fonte de arrecadação, seria necessário um capítulo à parte. Felizmente, a comunidade do Marapé "abraçou" a escola e garantiu seu funcionamento nos "anos do silêncio".[carece de fontes?]

### O Retorno
Somente em 2006 ocorreu a retomada do Desfile das Escolas de Samba. A União Imperial reencontrou seu público com o enredo "Aplausos! Luz, Câmera, Ação... com Serafim Gonzalez, Vem Contracenando a União" – e conquistou o vice-campeonato, com 169 pontos. Foi um retorno emocionante, com um desfile que prestou uma justa homenagem a um dos mais ilustres moradores do bairro do Marapé, valorizando também as raízes da comunidade que soube fortalecer a agremiação durante estes cinco anos de ausência. A escola desfilou também em Itanhaém, cidade que muito inspirou a obra de seu homenageado, numa exibição que cativou as arquibancadas.[carece de fontes?]

### Volta aos Títulos
Em 1997 a União Imperial ganhou o que seria o seu último título antes da paralisação do carnaval na cidade de Santos, com o enredo "Meu Destino É Ser Feliz, Carnaval, Uma Paixão Nacional" Posteriormente à isso a escola verde e rosa amargou 21 anos sem levantar o troféu do carnaval. Após anos de desfiles regulares e de dois anos consecutivos beirando o rebaixamento (2016 e 2017), apesar de ambos as apresentações cativarem o público e com julgamentos polêmicos, a escola viu-se obrigada a se reestruturar. Buscando a verdadeira "União" nos antigos membros da agremiação como os ex-presidentes Heldir Lopes Penha, o "Aldinho" e Milton Sintoni, que visavam um carnaval mais técnico da escola, em 2018 a "Águia Majestosa" invadiu a passarela do samba Dráuzio da Cruz, com o enredo escrito pelo carnavalescos Renan Ribeiro "N’kisi Samba Kalunga, a Saga do Meu Batuque". Com um grande desfile tecnicamente perfeito a União Imperial quebrou o seu angustiado jejum adquirindo nota máxima de 180 pontos na apuração vencendo a X-9 no critério de desempate.[carece de fontes?]
No Carnaval de 2019 a escola manteve a mesma base de integrantes da direção, e confirmando o favoritismo a verde e rosa voltou a ganhar o carnaval, representando o enredo: "O Picadeiro é Verde e Rosa? É Sim, Senhor!". O titulo foi um marco, pois o último bicampeonato da escola foram nos carnavais de 1993-1994. Houve ainda um bela homenagem no último carro alegórico do desfile, para Marcelo dos Santos (Marcelinho) ex-diretor tesoureiro da escola, que havia falecido no dia 31 de Outubro de 2018, vítima de um infarto. Com os dois títulos seguidos a escola voltou à cabeça do carnaval santista recuperando sua força e tradição.[carece de fontes?]
Em 2020 a Verde e Rosa mais uma vez se destacou , coroando Viviane Araújo como rainha da bateria, e levando para a avenida o enredo "De Verde e Rosa e Louco, Todo Mundo Tem Um Pouco" .
A União Imperial mais uma vez fez um desfile grandioso, porém alguns detalhes técnicos fizeram com que a escola ficasse com o vice campeonato. 
De qualquer forma a União Imperial conquistou o coração do público levando o Premio Estandarte de Ouro daquele ano.[carece de fontes?]

## Títulos
|  | Grupo    | Títulos | Vitórias                                                   |
|  | Especial | 10      | 1985, 1986, 1987, 1988, 1989, 1993, 1994, 1997, 2018, 2019 |
|  | Acesso   | 1       | 1980                                                       |

## Segmentos

### Presidentes
| Nome                          | Apelido      | Mandato      |
| ----------------------------- | ------------ | ------------ |
| Haroldo Medeiros              | Sr. Haroldo  | 1976/1976    |
| José Raphael de Almeida Filho | Lord Sossego | 1976/1976    |
| Heldir Lopes Penha            | Aldinho      | 1977/1979    |
| Haroldo Medeiros              | Sr. Haroldo  | 1980/1980    |
| Ronald Peres                  | Sr. Ronald   | 1980-1982    |
| Nilson Constantino            | Charré       | 1983-1984    |
| Antônio de Souza Júnior       | Sr. Tunico   | 1985-1988    |
| Mauro Alonso                  | Galinho      | 1989-1991    |
| Heldir Lopes Penha            | Aldinho      | 1992-1997    |
| Milton Sintoni                | Sintoni      | 1998-2000    |
| Heldir Lopes Penha            | Aldinho      | 2001-2005    |
| Sergio Souza                  | Bicuíba      | 2006/2008    |
| Carlos Alberto Prado          | Pradão       | 2009-2011    |
| Francisco Carlos dos Santos   | Pitíco       | 2012-2016    |
| Luiz Alberto Martins          | Pelé         | 2017-2020    |
| Duílio de Paula               | Duílio       | 2021-2023    |
| Luiz Alberto Martins "Pelé"   | Pelé         | 2024 - Atual |

### Intérpretes
| Carnavais | Intérprete oficial                                                               | Referências |
| --------- | -------------------------------------------------------------------------------- | ----------- |
| 1977      | Camargo                                                                          |             |
| 1978      | Camargo                                                                          |             |
| 1979      | Camargo                                                                          |             |
| 1980      | Camargo                                                                          |             |
| 1981      | Camargo                                                                          |             |
| 1982      | Camargo                                                                          |             |
| 1983      | Camargo                                                                          |             |
| 1984      | Camargo / Djalma                                                                 |             |
| 1985      | Zinho / Djalma                                                                   |             |
| 1986      | Zinho / Djalma                                                                   |             |
| 1987      | Zinho / Baby                                                                     |             |
| 1988      | Baby / Ricardo Peres                                                             |             |
| 1989      | Ricardo Peres / Ivaldo                                                           |             |
| 1990      | Baby / Ricardo Peres                                                             |             |
| 1991      | Baby / Ricardo Peres                                                             |             |
| 1992-1994 | Zinho / Ricardo Peres / Baby                                                     |             |
| 1995      | Zinho / Ricardo Peres / Baby                                                     |             |
| 1996      | Zinho / Ricardo Peres                                                            |             |
| 1997-1998 | Zinho / Ricardo Peres                                                            |             |
| 2000      | Joãozinho / Ricardo Peres / Joacyr (Participação especial: Carlinhos de Pilares) |             |
| 2006      | Zinho / Ricardo Peres                                                            |             |
| 2007      | Joacyr / Ricardo Peres                                                           |             |
| 2008-2009 | Zinho / Ricardo Peres                                                            |             |
| 2010      | Joacyr / Ricardo Peres                                                           |             |
| 2011      | Manoel                                                                           |             |
| 2012      | Manoel e Zinho                                                                   |             |
| 2013-2016 | Manoel                                                                           |             |
| 2017      | Silvinho e Gustavinho                                                            |             |
| 2018      | Silvinho                                                                         |             |
| 2019      | Silvinho                                                                         |             |
| 2020      | Silvinho                                                                         |             |
| 2023      | Silvinho                                                                         |             |
| 2024      | Chitão                                                                           |             |
| 2025      | Chitão                                                                           |             |

### Diretores
| Ano  | Diretor de Carnaval          | Diretor geral de harmonia | Mestre de bateria | Ref.        |
| ---- | ---------------------------- | ------------------------- | ----------------- | ----------- |
| 2016 |                              | Marinho e Amarelo         | Carlinhos         | [ 2 ]       |
| 2018 | Heldir Lopes Penha "Aldinho" | Milton Sintoni            | Fábio Manguinha   | [ 3 ] [ 4 ] |

### Casal de Mestre-sala e Porta-bandeira
| Ano  | Nome                             | Ref.  |
| ---- | -------------------------------- | ----- |
| 2016 | Kawan Alcides e Iasmin Ramello   | [ 2 ] |
| 2018 | Valdir Ferreira e Leticia Guedes | [ 3 ] |
| 2019 | Alex Malbec e Leticia Guedes     |       |

### Corte de bateria
| Ano  | Rainha           | Princesa          | Madrinha         | Ref.  |
| ---- | ---------------- | ----------------- | ---------------- | ----- |
| 2016 | Scheila Carvalho |                   |                  | [ 5 ] |
| 2018 | Arleny Pereira   | Rillary Rodrigues | Scheila Carvalho | [ 3 ] |
| 2019 | Evellyn Bastos   | Rillary Rodrigues | Scheila Carvalho |       |
| 2020 | Viviane Araújo   | Rillary Rodrigues | Scheila Carvalho |       |
| 2023 | Najara Camargo   | Rillary Rodrigues | Scheila Carvalho |       |
| 2024 | Najara Camargo   | Rillary Rodrigues | Scheila Carvalho |       |

## Carnavais
| Ano  | Colocação   | Grupo    | Enredo | Enredo e Carnavalesco                                                                            | Ref                                          |
| ---- | ----------- | -------- | --- | ------------------------------------------------------------------------------------------------ | -------------------------------------------- |
| 1977 | Vice-campeã | Grupo 2  | Nas Páginas Antigas! (Compositor: Marcos José de Souza) | Gilberto Ferreira "Gigi"                                                                         |                                              |
| 1978 | 3º. Lugar   | Grupo 2  | Ontem, Hoje e Sempre! (Compositores: Marcos José de Souza e Clarim) | Gilberto Ferreira "Gigi"                                                                         |                                              |
| 1979 | Vice-campeã | Grupo 2  | Sonho de Goméia! (Compositor: César Pinguim) | Gilberto Ferreira "Gigi"                                                                         |                                              |
| 1980 | Campeã      | Grupo 2  | O Calendário! (Compositor: Zinho) |                                                                                                  |                                              |
| 1981 | 4º. Lugar   | Grupo 1  | Chuvas de Prata! (Compositor: Zinho) | Enredo: Zenaide Zampieri                                                                         |                                              |
| 1982 | 5º. Lugar   | Grupo 1  | Brasil, Folclore, Lendas e Mitos (Compositor: Rubão) | Enredo: Ronald Peres                                                                             |                                              |
| 1983 | 5º. Lugar   | Grupo 1  | Mil Novecentos e Antigamente! (Compositor: Zinho) |                                                                                                  |                                              |
| 1984 | Vice-campeã | Grupo 1  | Vira Gira, Vem Girando! (Compositor: Toninho da Apolo) | Carnavalesco: Marco Aurélio Bezerra "Marcão"                                                     |                                              |
| 1985 | Campeã      | Grupo 1  | Amanheceu... Hoje é Ontem! (Compositores: Milton Sintonia, Zinho e Toninho da Apolo) | Enredo: Zenaide Zampieri Carnavalesco: Marco Aurélio Bezerra "Marcão"                            |                                              |
| 1986 | Campeã      | Grupo 1  | Assim Diz o Poeta! (Compositor: Ricardo Peres) | Enredo: Zenaide Zampieri e Carlos Alberto Sofredini Carnavalesco: Marco Aurélio Bezerra "Marcão" |                                              |
| 1987 | Campeã      | Grupo 1  | As Águas Vão Rolar! (Compositores: Zinho, Milton Sintonia e Toninho da Apolo) | Marco Aurélio Bezerra "Marcão"                                                                   | Carnavalesco: Marco Aurélio Bezerra "Marcão" |
| 1988 | Campeã      | Grupo 1  | Viva o Rei! (Compositores: Simonal, Baby e Pitico) | Carnavalesco: Marco Aurélio Bezerra "Marcão"                                                     |                                              |
| 1989 | Campeã      | Grupo 1  | E A Vida Se Leva Dançando! (Compositores: Dorinho e Marquinhos) | Enredo: Nívio Peres e Zé Gatão Carnavalesco: Da Mata Barreto                                     |                                              |
| 1990 | 3º. Lugar   | Grupo 1  | De Camelo À Camelô! (Compositor: Ricardo Peres / Baby / Bino / Zinho do Cavaco) | Carnavalesco: Da Mata Barreto                                                                    |                                              |
| 1991 | Vice-campeã | Grupo 1  | Às Suas Ordens Meu Amo! (Compositor: Simonal / Baby / Pitico) | Carnavalesco: Da Mata Barreto                                                                    |                                              |
| 1992 | 3º. Lugar   | Grupo 1  | Pirlimpimpim, brincadeira é coisa séria! (Compositores: Zinho, Neco, Toninho da Apolo, Natal, Sintonia e Marcelinho) |                                                                                                  |                                              |
| 1993 | Campeã      | Grupo 1  | Aos Mestres Com Carinho! (Compositores: Vânia Zito, Miguel do Pandeiro, Ligeirinho e Tatuzinho) |                                                                                                  |                                              |
| 1994 | Campeã      | Grupo 1  | Do Sonho à Realidade, Cem Anos de Notícias! (Compositores: Vânia Zito, Miguel do Pandeiro, Ligeirinho e Tatuzinho) |                                                                                                  |                                              |
| 1995 | Vice-campeã | Grupo 1  | Na Magia da Avenida, os Papéis Que Envolvem a Vida! (Compositores: Baby, Gordinho, Santaninha, Barbosinha e Clóvis) |                                                                                                  |                                              |
| 1996 | 4º. Lugar   | Grupo 1  | Quem Não Tem Roupa Nova, Passa o Ferro na Velha! (Compositores: Dorinho da União, Tarzan e Haroldinho) |                                                                                                  |                                              |
| 1997 | Campeã      | Grupo 1  | Meu Destino É Ser feliz. Carnaval, Uma Paixão Nacional! (Compositores: Simonal, Pitico e Marcos José de Souza) | Comissão de Carnaval                                                                             |                                              |
| 1998 | 3º. Lugar   | Grupo 1  | Mundo Maravilhoso do Circo! (Compositores: Piu, Jorge Cabeça, Rudney e Cabeça) | Comissão de Carnaval                                                                             |                                              |
| 2000 | 4º. Lugar   | Grupo 1  | África Brasil, a Epopéia de Uma Raça! (Compositores: Vânia, Tatuzinho, Ligeirinho e Sucata) | Comissão de Carnaval                                                                             |                                              |
| 2006 | Vice-campeã | Especial | Aplausos! Luz, Câmera, Ação. Com Serafim Gonzalez, Vem Contracenando a União! (Autor do Enredo: Norberto Arantes - Compositores: Ceno do Cavaco, Fernando Negrão, Gustavo Santos e Imperial)                              | Enredo: Aldinho e Santana Carnavalescos Valter Dias e Daniel Gonzaléz                            |                                              |
| 2007 | 3º. Lugar   | Especial | Theobroma, o Alimento dos Deuses, o Fascínio do Chocolate! (Compositor: Ricardo Peres) | Enredo: Camilo Martins Carnavalesco: Tito Arantes                                                |                                              |
| 2008 | 4º. Lugar   | Especial | Talaque, Talaque, Talaque...! Uma Tournée Pelo Centro - a União Tomou o Bonde da História! (Compositores: Walmir Tibiriçá, Digão, Alexandre Branches, Edu, Rogério Ximú, Jorge Sargento e Gilmar Seixas)                  | Enredo: Camilo Martins e Lucio Nunes Carnavalesco: Tito Arantes                                  | [ 1 ]                                        |
| 2009 | 3º. Lugar   | Especial | Todo Mundo Te Conhece ao Longe. Mangueira, Um Ato de Amor em 80 Carnavais! (Compositores: Gustavo Santos, Fernando Negrão e Imperial)                                                                                     | Carnavalesco: Tito Arantes                                                                       | [ 6 ]                                        |
| 2010 | 5º. Lugar   | Especial | Cinco Sentidos Para Ver, Ouvir, Tocar, Cheirar e Provar...Um Sexto Para Quem Souber Usar. (Compositores: Gustavo Santos, Fernando Negrão, Ceno do Cavaco, Rodrigo Correia, Marcio Arcas e Joãozinho)                      | Enredo: Dionaldo Farias Carnavalesco: Tito Arantes                                               | [ 7 ]                                        |
| 2011 | 5º. Lugar   | Especial | Uma Terra Pra Chamar de Minha, Sou Caiçara do Peixe Com Farinha! (Compositores: Marcos José de Souza, Pitico, Renato Júnior e Simonal)                                                                                    | Enredo: Ademir Fontana Carnavalesco: Comissão de Carnaval                                        | [ 8 ]                                        |
| 2012 | 6º Lugar    | Especial | Reluz a Herança Portuguesa na Terra da Caridade e da Liberdade! (Compositores: Simonal do Tempero e Pitico) | Comissão de Carnaval                                                                             |                                              |
| 2013 | -           | Especial | Sou Marapé, Sou canção... Quem Disser Que Aqui Não Tem, É Porque Não Conhece Esse Chão! (Compositores: Ala de Compositores)                                                                                               | Comissão de Carnaval                                                                             | [ 9 ]                                        |
| 2014 | 4º. Lugar   | Especial | Sou Marapé, Sou canção... Quem Disser Que Aqui Não Tem, É Porque Não Conhece Esse Chão! (Compositores: Ala de Compositores)                                                                                               | Comissão de Carnaval                                                                             | [ 10 ]                                       |
| 2015 | 4º. Lugar   | Especial | Abram Alas, a Democracia Vai Passar. Santos Celebra Mário Covas! (Compositores: Fernando Negrão, Gustavo Santos, Edu do Banjo, Jota R, Edirley, Rudney Fernandes, Nino Barbosa, Juliana Ribeiro e Toninho 44)             | Carnavalesco: Igor Carneiro                                                                      | [ 2 ]                                        |
| 2016 | 7º. Lugar   | Especial | A Noite Abre Seu Manto - Santos Revela Seus Encantos (Bira Moreno, Dilermando da Cuíca, Paulinho, Mário Soares, Bolinha e Erasmo Dias)                                                                                    | Carnavalesco: Igor Carneiro                                                                      |                                              |
| 2017 | 7º. Lugar   | Especial | De Um Traço Fiz o Mar, dos Retratos a Memória: Sou Benedicto Calixto, Minha Arte é Nossa História (Gustavo Santos, Renatinho, Joãozinho, Nikinha, Zé Roberto, Celso Tom Maior, Santaninha, Cabelo e Vinicius Gol de Ouro) | Carnavalesco: Renan Ribeiro                                                                      |                                              |
| 2018 | Campeã      | Especial | N’kisi Samba Kalunga, a Saga do Meu Batuque (Compositores: Claudio Criju, Gilson Café, Lelo Garoto, Sandro Simões, Pablo Alecrim, Luzinho da Ilha, Junão Lima e Caraúba)                                                  | Carnavalesco: Renan Ribeiro                                                                      | [ 3 ] [ 11 ]                                 |
| 2019 | Campeã      | Especial | Respeitável Público, o Picadeiro É Verde e Rosa? – É Sim, Senhor! (Compositores: Gustavo Santos, Fernando Negrão, Nikinha, Mc Renatinho, Joãozinho, Dedê, Diegues e Toninho 44.)                                          | Carnavalesco: Renan Ribeiro                                                                      |                                              |
| 2020 | Vice-campeã | Especial | "De Verde, Rosa e Louco...Todo Mundo Tem Um Pouco" (Lello Garoto, Oswaldo Da Areia, Pablo Do Cavaco, Carauba, Fabio Durante, Luciano Tick E Adelsinho Do Marapé)                                                          | Carnavalesco: Renan Ribeiro                                                                      |                                              |
| 2023 | 3° lugar    | Especial | Se Avexe Não! O Marapé É Pra Cabra da Peste. No Meu Carnaval Made In Nordeste! (Adelson/Beto/Biro/Dukinha/Fábio Durante/Favo/Reginaldo/Ricardo Peres/Toninho da Apolo/Zinho)                                              | Carnavalescos: Renan Ribeiro e Wallacy Vynicios                                                  |                                              |
| 2024 | Vice-campeã | Especial | Azeviche - A Ascenção da Áurea Cor (Gustavo Santos, Fernando Negrão, Joãozinho, Ademarzinho do Cavaco, Rodrigo Correia, Lúcio Nunes, Nikinha, Rafa Neves e Toninho 44)                                                    | Carnavalescos: Renan Ribeiro e Wallacy Vynicios                                                  |                                              |
| 2025 |             | Especial | A Verde e Rosa Conta: A Magia dos Campeões de Bilheteria Compositores: Turko, Lucas Donato, Rafa do Cavaco, Silas Augusto, Mateus Pranto e Fábio Souza.                                                                   | Carnavalescos: Wallacy Vynicios                                                                  |                                              |